# Кузнецов (компания)
«Кузнецов» (полное наименование Публичное акционерное общество «ОДК - Кузнецов») — российская машиностроительная компания и одноимённое предприятие авиационного и космического двигателестроения. 
Предприятие расположено в Самаре.
До апреля 2010 года носила название ОАО «Моторостроитель». Входит в состав госкорпорации «Ростех».

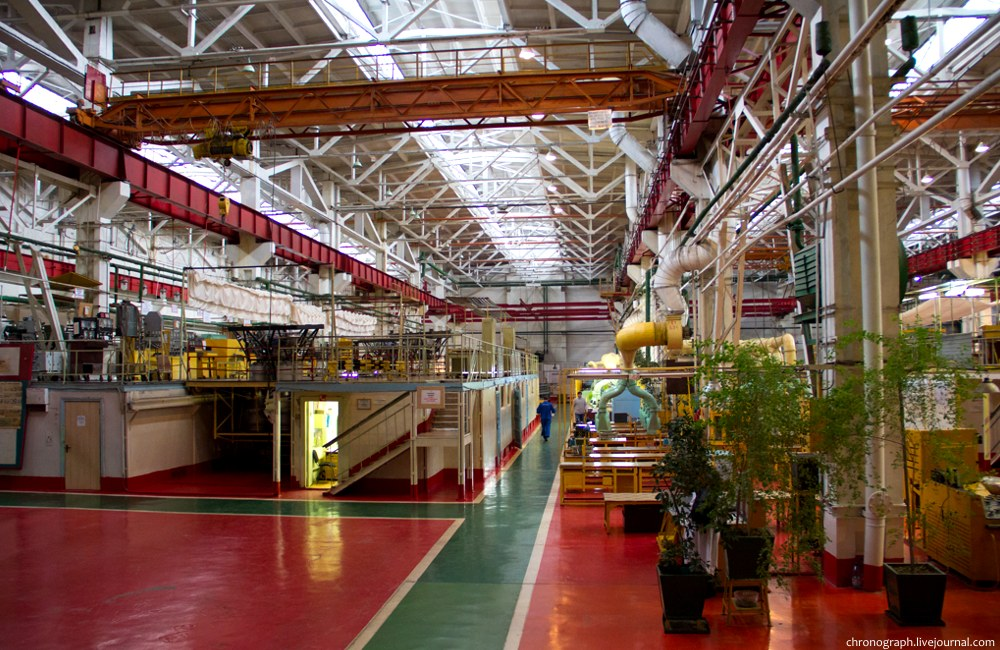
Цех №4

## История
В 2010 году из-за готовящегося слияния ОАО «Моторостроитель» было переименовано в ОАО «Кузнецов». В 2011 году ОАО «СНТК им. Н. Д. Кузнецова», ОАО «СКБМ» и ОАО "НПО «Поволжский АвиТИ» были присоединены к ОАО «Кузнецов».

### Завод им. Фрунзе
В 1912 году в Москве, за Семёновской заставой создан завод «Гном», выпускавший моторы Гном Omega мощностью 50 л.с. В 1918 году завод был национализирован, и ему был присвоен № 2. Выпускались 12-цилиндровые двигатели с водяным охлаждением.
В 1927 году в результате слияния заводов № 2 и № 4 создан завод № 24, которому присвоено имя М. В. Фрунзе. В августе 1941 года завод № 24 им. М. В. Фрунзе был награждён орденом Ленина. Осенью 1941 года завод был эвакуирован в Куйбышев. На новом месте завод строился силами 12 тысяч заключённых Безымянлага В июле 1945 завод награждён орденом Красного Знамени.
В 1960—1966 годах завод работал под именем «Организация п/я 32».
С 1967 года — Куйбышевский моторостроительный завод им. М. В. Фрунзе.
В мае 1977 года завод преобразован в Куйбышевское производственное объединение (КМПО) им. М. В. Фрунзе.
В октябрь 1991 года, в связи с переименованием города, КМПО переименовано в Самарское производственное объединение (СМПО).
В 1996 году предприятие было приватизировано и на его основе образовано ОАО «Моторостроитель».
В апреле 2010 ОАО «Моторостроитель» преобразовано в ОАО «Кузнецов».

### СНТК им. Н. Д. Кузнецова

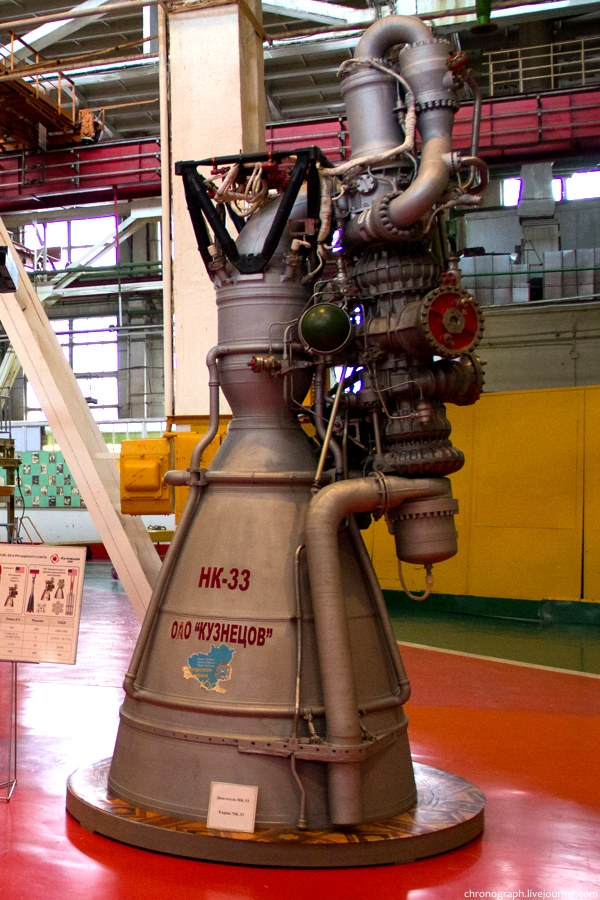
Двигатель НК-33

СНТК им. Н. Д. Кузнецова было образовано как конструкторское бюро в 1946 году приказом Министра авиационной промышленности (№ 228 от 19 апреля 1946 года) под названием Государственный союзный опытный завод № 2. С 1950-х годов ОКБ разрабатывало двигатели, которые производились на заводе им. Фрунзе.
15 апреля 1949 года из Уфы переведён Николай Кузнецов и назначен главным конструктором.
27 августа 1953 года опытный завод № 2 переименован в опытный завод № 276. В июле 1981 года приказом Министерства авиационной промышленности создано Куйбышевское научно-производственное объединение «Труд». В него вошли Куйбышевский моторный завод, Куйбышевское конструкторское бюро машиностроения и Казанское проектное бюро машиностроения. Объединение возглавил Н. Д. Кузнецов.
С 25 января 1991 года предприятие стало называться Самарское Государственное научно-производственное предприятие «Труд» (СГНПП «Труд»).
В июне 1994 года предприятие преобразовано в АО «Самарский научно-технический комплекс „Двигатели НК“» (сокращённо АО СНТК «Двигатели НК»). В январе 1996 года АО СНТК «Двигатели НК» переименовано в АО «Самарский научно-технический комплекс имени Н. Д. Кузнецова» (сокращённо АО «СНТК им. Н. Д. Кузнецова»).

## Собственники и руководство
Основным собственником предприятия является ОАО «Объединенная двигателестроительная корпорация».
С 1961 по 1982 годы директор завода — Леонид Чеченя .
Управляющий директор с марта 2019 года — Алексей Алексеевич Соболев

## Санкции
3 марта 2022 года, на фоне вторжения России на Украину, компания попала под санкции США в качестве ответа на «преднамеренную, неспровоцированную войну России против Украины», отмечая что «предприятие проектирует, разрабатывает и производит оружие, которое путинские военные используют для нападения на Украину». 19 октября 2022 года компания включена в санкционный список Украины «в ответ на умышленное и неспровоцированное вторжение России в Украину» против «военной машины Путина». 18 декабря 2023 года компания включена в санкционный список всех стран Евросоюза так как она «производит двигатели для тяжёлых стратегических бомбардировщиков Ту-160М и вертолётов Ми-26 которые используются Вооруженными силами России в агрессивной войне против Украины».
По аналогичным основаниям компания находится под санкциями Японии, Швейцарии, Австралии и Новой Зеландии.

## Деятельность

### Основные направления деятельности компании
К основным видам деятельности компании относятся:
Производство ракетных двигателей для ракет-носителей «Союз», «Союз-2»
В этой отрасли ОАО «Кузнецов» занимает монопольное положение. Спрос на продукцию в этой отрасли целиком зависит от госзаказа, в частности, от государственной программы освоения космоса.
Двигатели, выпускаемые заводом, серийно ставились на ракеты-носители «Союз», в том числе на тот, который вывел на орбиту корабль «Восток» с первым в мире космонавтом Юрием Гагариным.
Ремонт двигателей для стратегической авиации ВВС России (Ту-95, Ту-22М3, Ту-160)
В этом сегменте ОАО «Моторостроитель» является также монополистом. Этот вид деятельности является одним из важнейших для предприятия в силу больших темпов роста госзаказа на эти услуги.
Производство и техническое обслуживание газоперекачивающих двигателей
Этот рынок характеризуется достаточно сильной и усиливающейся конкуренцией. В этом сегменте осуществляют деятельность, помимо ОАО «Кузнецов», НПО «Сатурн», ОАО «Пермские моторы», ОАО «Казанское моторостроительное производственное объединение». Хотя номенклатура производимых двигателей различается (по мощности), в целом компании являются прямыми конкурентами.
Этот рынок полностью ориентирован на потребности единственного заказчика — РАО «Газпром». Одним из преимуществ ОАО «Кузнецов» является давняя история сотрудничества с газовой отраслью — трубопроводная система страны оснащается двигателями ОАО «Кузнецов» с 1976 года.
Производство и ремонт блочно-модульных электростанций (БМЭ) для производства электроэнергии и тепла мощности 10 и 25 МВт
Этот вид деятельности является относительно новым для ОАО «Кузнецов». БМЭ поступают на ТЭЦ РАО «ЕЭС России». Доля рынка, занимаемая ОАО «Кузнецов», незначительна.